# انجیرتیغی
 انجیرتیغی (Opuntia) یا کاکتوس‌های راکتی سرده‌ای از کاکتوسیان با ساقه خزنده و بندبند و گوشتی و مسطح با ساقه‌های کوتاه سیخک‌دار و به‌ندرت با تیغ‌های دراز حدود سه سانتی‌متر؛ گلهای گیاهان این سرده دوجنسی و منظم و منفرد زردرنگ است و میوه آنها به شکل سته قرمزـ بنفش به عرض پنج تا هشت سانتی‌متر است که پستانداران کوچک آن را می‌خورند.
میوهٔ جنس انجیرتیغی بیضی‌گون گیاه کاکتوس است. این گیاه خوردنی می‌باشد ولی به علت سطح خاردار آن باید با دقت پوست آن را جدا کرد. اگر خارهای آن و پوست آن جدا نشود می‌توانند ناراحتی‌هایی را در ناحیه گلو، مری و معده سبب شود.
به علت تطبیق پذیری این گیاه، رویش آن در مناطق مختلف جغرافیایی ممکن می‌باشد ولی خانه اصلی آن کویر و بیابان است. این گیاه، در درمان دیابت نوع دوم مؤثر بوده‌است و تحقیقات حول آن ادامه دارد.
انجیرهای تیغی انواع کاکتوس‌های برگ‌پهن، راکتی، زرد، راکت درشت و کوچک هستند. این دسته از کاکتوس‌ها گاهی در مناطق گرمسیری میوه‌های خوراکی تولید می‌کنند که مصارف دارویی دارد.